# Han Peng
Han Peng (en chino tradicional, 韓鵬; en chino simplificado, 韩鹏; pinyin, Hán Péng; Jinan, Shandong, 13 de septiembre de 1983) es un exfutbolista chino que jugaba en la posición de delantero.

## Carrera

### Club
| Periodo   | Club            | Apariciones | Goles |
| --------- | --------------- | ----------- | ----- |
| 2002–2015 | Shandong Luneng | 268         | 93    |
| 2016–2018 | Beijing Renhe   | 35          | 4     |

### Selección nacional
Debutó con China el 3 de junio de 2006 en la derrota por 1-4 ante Suiza, y su primer gol con la selección lo anotó el 15 de noviembre de 2006 en el empate 1-1 ante Irak en la clasificación para la Copa Asiática 2007. Jugó 35 partidos con la selección nacional y anotó 10 goles hasta 2014; participó en los Juegos Olímpicos de Pekín 2008 y en la Copa Asiática 2007.

## Logros

### Club
- Chinese Super League: 2006, 2008, 2010
- Chinese FA Cup: 2004, 2006, 2014[8]
- Chinese Super League Cup: 2004
- Chinese FA Super Cup: 2015

### Individual
- Goleador de la Chinese FA Cup: 2006

## Estadísticas

### Goles con selección nacional
| #  | Fecha      | Localidad             | Oponente   | Marcador | Competición                              |
| -- | ---------- | --------------------- | ---------- | -------- | ---------------------------------------- |
| 1  | 15-11-2006 | Changsha, China       | Irak       | 1–1      | Clasificación para la Copa Asiática 2007 |
| 2  | 7-2-2007   | Suzhou, China         | Kazajistán | 2–1      | Amistoso                                 |
| 3  | 27-7-2007  | Macao, China          | Uzbekistán | 3–1      | Amistoso                                 |
| 4  | 27-7-2007  | Macao, China          | Uzbekistán | 3–1      | Amistoso                                 |
| 5  | 10-7-2007  | Kuala Lumpur, Malasia | Malasia    | 5–1      | Copa Asiática 2007                       |
| 6  | 10-7-2007  | Kuala Lumpur, Malasia | Malasia    | 5–1      | Copa Asiática 2007                       |
| 7  | 15-3-2008  | Kunming, China        | Tailandia  | 3–3      | Amistoso                                 |
| 8  | 25-7-2009  | Tianjin, China        | Kirguistán | 3–0      | Amistoso                                 |
| 9  | 8-11-2009  | Kuwait City, Kuwait   | Kuwait     | 2–2      | Amistoso                                 |
| 10 | 30-12-2009 | Yiwu, China           | Jordania   | 2–2      | Amistoso                                 |